# 法尔肯贝里
法尔肯贝里（瑞典語：Falkenberg）是瑞典哈兰省法尔肯贝里市镇的城区。